# Cryodrakon
Cryodrakon ("dragão frio") é um gênero de pterossauro azhdarchidae que viveu durante o período cretáceo superior no que é hoje o Canadá. Contém uma única espécie, C. boreas, recuperada da Formação Dinosaur Park.  "Cryodrakon boreas" tem tamanho comparável a outros azhdarchids gigantes incluindo o Quetzalcoatlus. Um animal adulto teria uma envergadura de cerca de 10 metros.